# Johanna Sällström
Pour les articles homonymes, voir Sällström.
Johanna Sällström, née Johanna Maria Berglund le 30 décembre 1974 à Stockholm et morte le 13 février 2007  à Malmö, est une actrice suédoise.

## Biographie
Le grand public fait la connaissance de Johanna Sällström à la télévision dans les années 1990 grâce à son rôle dans le soap opéra Tre Kronor. En 1997, elle empoche le Guldbagge Award de la meilleure actrice pour son rôle dans le film Under ytan de Daniel Fridell. Elle connait alors une certaine célébrité avec laquelle, elle aura dur à faire face. Elle n'apprécie pas la publicité, la superficialité et les interviews. Elle part travailler de façon anonyme dans un café au Danemark. Elle revient à l'aube des années 2000 en Suède et reprend sa carrière.
On la remarque ensuite notamment aux côtés de Jonas Karlsson dans Hans och hennes, un des succès suédois de l'année 2001 vu par 300 000 Suédois. À partir de 2004, elle interprète le rôle de Linda Wallander dans la première saison de la série Wallander : enquêtes criminelles, un total de treize films inspirés du personnage créé par Henning Mankell,.
Le 26 décembre 2004, Johanna survit au tsunami qui a ravagé Koh-Lanta.  Cette tragique expérience l'a profondément marquée. Seulement 3 jours après son retour en Suède, elle tourne Wallander. En décembre 2006, elle s'écroule lors d'une répétition au théâtre d'Ystad. Elle se fait interner en psychiatrie.
Souffrant d'une grave dépression, Johanna Sällström se donne la mort en prenant une overdose de somnifères le 13 février 2007 dans son appartement à Malmö. Elle était la mère d'une petite fille de cinq ans Tallulah. Son enterrement a eu lieu le 7 mars 2007 à Kristofferuskyrkan. Ses cendres sont déposées à Stockholm 10 mois après son décès.
Elle avait affirmé dans une interview à Tove, penser mourir à 30 ans.
Fin novembre 2014, son unique enfant, Tallulah s'est également donné la mort à l'âge de 12 ans.

## Filmographie partielle
- 1995 – 30:e november
- 1997 – Under ytan
- 1999 – Magnetisörens femte vinter
- 2000 – Dubbel-8
- 2001 – Bekännelsen
- 2001 – Hans och hennes
- 2002 – Hot dog
- 2004 – Wallander : Les flammes de la colère
- 2005 – Blodsbröder
- 2005 - Wallander : L'idiot du village
- 2005 – Wallander : Œil pour œil
- 2005 – Wallander : Engrenage
- 2005 – Wallander : L'africain
- 2006 – Wallander : Jeu de piste
- 2006 – Wallander : Chantage à l'amour
- 2006 – Wallander : Le gardien de l'histoire
- 2006 – Wallander : Trafics
- 2006 – Wallander : À la folie
- 2006 – Wallander : La part du diable
- 2006 – Wallander : Drôle de flic
- 2006 – Wallander : Les cicatrices du passé